# Idiocranium russeli
Idiocranium russeli is een wormsalamander uit de familie Indotyphlidae.
Het is de enige soort uit het geslacht Idiocranium. De soort werd voor het eerst wetenschappelijk beschreven door Parker in 1936. De wormsalamander werd lange tijd tot de familie Caeciliidae gerekend.
Idiocranium russeli komt voor in Afrika en is endemisch in Kameroen. De wormsalamander is slechts bekend van twee locaties in het land, maar komt waarschijnlijk ook voor in het tussenliggende gebied en op andere locaties. Over de populatiegroottes is niets bekend.
Ook de habitat en levenswijze zijn grotendeels onbekend, aangenomen wordt dat de soort in de bodem van bossen in laaglanden leeft. Idiocranium russeli is eierleggend, maar waarschijnlijk vindt de ontwikkeling volledig plaats in het ei, en is er geen vrij zwemmend larvestadium.
Gegeneophis · 
Grandisonia · 
Hypogeophis · 
Idiocranium · 
Indotyphlus · 
Praslinia · 
Sylvacaecilia